# Adriana Szymańska

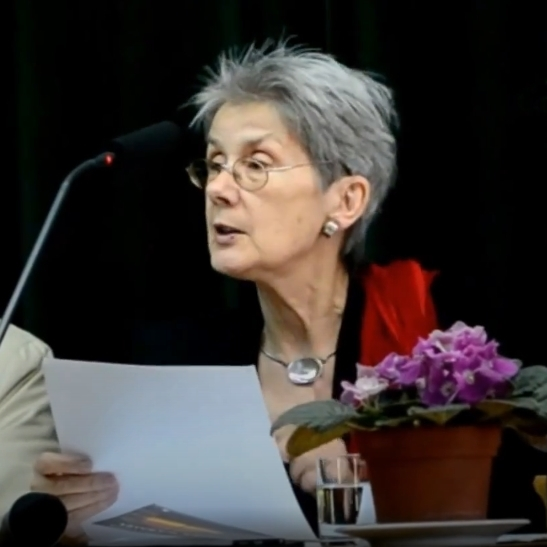
Adriana Szymańska (2013)

Adriana Szymańska (ur. 12 lutego 1943 w Toruniu) – polska poetka, eseistka, krytyczka literacka, tłumaczka, autorka książek dla dzieci i dorosłych.

## Życiorys
Jest córką Stanisława Szymańskiego i Teresy Szymańskiej, z d. Mielickiej.
Ukończyła I Liceum Ogólnokształcące im. Mikołaja Kopernika w Toruniu i w 1966 studia polonistyczne na Uniwersytecie Mikołaja Kopernika w Toruniu. W latach 1966-1969 pracowała jako bibliotekarka i nauczycielka języka polskiego w szkołach średnich. W latach 1969-1971 była kierownikiem literackim Teatru Polskiego w Bydgoszczy. W 1971 zamieszkała w Warszawie, w latach 1976-1977 pracowała jako asystent w Zakładzie Filologii Polskiej Wyższej Szkoły Pedagogicznej w Słupsku, następnie powróciła do Warszawy, w latach 1979-1987 była redaktorką w Spółdzielni Wydawniczej „Czytelnik”, gdzie prowadziła dział poezji.
Debiutowała jako poetka w 1964 na łamach Wiatraków, dodatku do pisma Fakty i Myśli, jej debiutem książkowym był tom Nieba codzienności (1968).
W 1989 została członkiem Stowarzyszenia Pisarzy Polskich, w 1999 polskiego PEN Clubu.
Jej mężem był od 1968 Zdzisław Polsakiewicz (małżeństwo zakończyło się rozwodem w 1973), a późniejszym partnerem życiowym – Zbigniew Bieńkowski (nie wzięli ślubu, gdyż poprzednia żona poety, Małgorzata Hillar, nie zgodziła się na rozwód), ma z nim córkę Katarzynę Bieńkowską, tłumaczkę i poetkę, która ma córkę Klarę Drużycką (ur. 2008).  
W 2016 nie przyjęła Srebrnego Medalu „Zasłużony Kulturze Gloria Artis”. Mieszka w Pułtusku.

## Nagrody i nominacje
- nagroda V Toruńskiego Maja Poetyckiego (1967)[1]
- Puchar Lwa Kryształowego podczas Kłodzkiej Wiosny Poetyckiej (1974)[1]
- 1993 – Nagroda Warszawskich Księgarzy za tom Kamień przydrożny
- 1994 – Nagroda im. Mikołaja Sępa-Szarzyńskiego za tomik Kamień przydrożny
- 2000 – laur Wydawców i Biblioteki Raczyńskich za tom Lato 1999
- 2016 – nominacja do Orfeusza – Nagrody Poetyckiej im. K.I. Gałczyńskiego za tom Złoty dzięcioł[6]
- 2018 – nominacja do Orfeusza – Nagrody Poetyckiej im. K.I. Gałczyńskiego za tom Z księgi przejścia[7]
- 2022 – finał  Orfeusza – Nagrody Poetyckiej im. K.I. Gałczyńskiego za tom Zielone rolety[8]
- 2024 – nominacja do Orfeusza – Nagrody Poetyckiej im. K.I. Gałczyńskiego za tom Epilog z Gwiazdą[9]
- 2024 – Nagroda Literacka im. ks. Jana Twardowskiego za książkę "Epilog z Gwiazdą"[10]

## Twórczość
- Nieba codzienności, 1968 (zbiór wierszy)
- Imię ludzkie, 1974
- Monolog wewnętrzny, 1975
- Do krwi, 1977
- To pierwsze, 1979
- Nagła wieczność, 1984
- Najpiękniejszy psi uśmiech i inne zwierzenia, 1986 (zbiór opowiadań)
- Poezje wybrane, 1987
- Taja z Jaśminowej, 1988
- Kamień przydrożny, 1993
- Święty grzech, 1995
- Urojenia, 1995
- Requiem z ptakami, 1996
- Opowieści przestrzeni, 1999
- Lato 1999, 2000
- Postój, 2001
- In terra, 2003
- Być: 123 wiersze dawne i nowe, 2004
- Skażona biel, 2004
- Z dziennika dywersantki, 2006
- Autoportret niedokończony, 2007
- Dziedzice i barbarzyńcy: notatnik amerykański, 2007
- Ucieczka = Escape, 2007
- W podróży, 2007
- Ta inna ja, 2008
- Wtedy – dziś, 2010
- Złoty dzięcioł, 2015
- Z księgi Przejścia, 2017
- Głód życia, głód wieczności, 2025